# Desastre de Bopal
A Tragédia ou Desastre de Bopal foi um vazamento de gás ocorrido na noite entre 2 e 3 de dezembro de 1984 na fábrica de pesticidas Union Carbide India Limited (UCIL) em Bopal, Madia Pradexe, Índia. É considerado o pior desastre industrial da história. Mais de 500.000 pessoas foram expostas ao gás isocianato de metila (MIC). A substância altamente tóxica atingiu várias pequenas cidades localizadas ao redor da fábrica.
As estimativas variam no número de mortes. O número oficial de mortes imediatas foi de 2.259. O governo de Madia Pradexe confirmou um total de 3.787 mortes relacionadas com a liberação do gás. Uma declaração do governo em 2006 afirmou que o vazamento causou 558.125 feridos, incluindo 38.478 ferimentos parciais temporários e aproximadamente 3.900 ferimentos graves e permanentemente incapacitantes. Outros estimam que 8.000 morreram em duas semanas e outras 8.000 ou mais morreram desde então devido a doenças relacionadas ao gás. A causa do desastre continua em debate. O governo indiano e ativistas locais argumentam que o gerenciamento de folgas e a manutenção diferida criaram uma situação em que a manutenção rotineira do tubo causava um refluxo de água para um tanque MIC, desencadeando o desastre. A Union Carbide Corporation (UCC) argumenta que a água entrou no tanque por meio de um ato de sabotagem.
A proprietária da fábrica, a UCIL, era detida maioritariamente pela UCC, sendo que bancos controlados pelo governo indiano detinham uma participação de 49,1%. Em 1989, a UCC pagou 470 milhões de dólares (equivalente a 929 milhões em dólares em 2017) para resolver litígios decorrentes do desastre. Em 1994, a UCC vendeu sua participação na UCIL para a Eveready Industries India Limited (EIIL), que posteriormente se uniu à McLeod Russel (Índia) Ltd. A Eveready encerrou a limpeza no local do desastre em 1998, quando encerrou seu contrato de 99 anos e devolveu controle da área ao governo do estado de Madia Pradexe. A Dow Chemical Company comprou a UCC em 2001, dezessete anos após o desastre.
Casos judiciais civis e criminais foram arquivados no Tribunal Distrital de Bopal, na Índia, envolvendo UCC e Warren Anderson, CEO da UCC na época do desastre. Em junho de 2010, sete ex-funcionários, incluindo o ex-presidente da UCIL, foram condenados em Bopal por causar morte por negligência e foram sentenciados a dois anos de prisão e uma multa de 2.000 dólares cada, a punição máxima permitida pela lei indiana. Um oitavo ex-funcionário também foi condenado, mas morreu antes que o julgamento terminasse. Anderson morreu em 29 de setembro de 2014.

## A tragédia

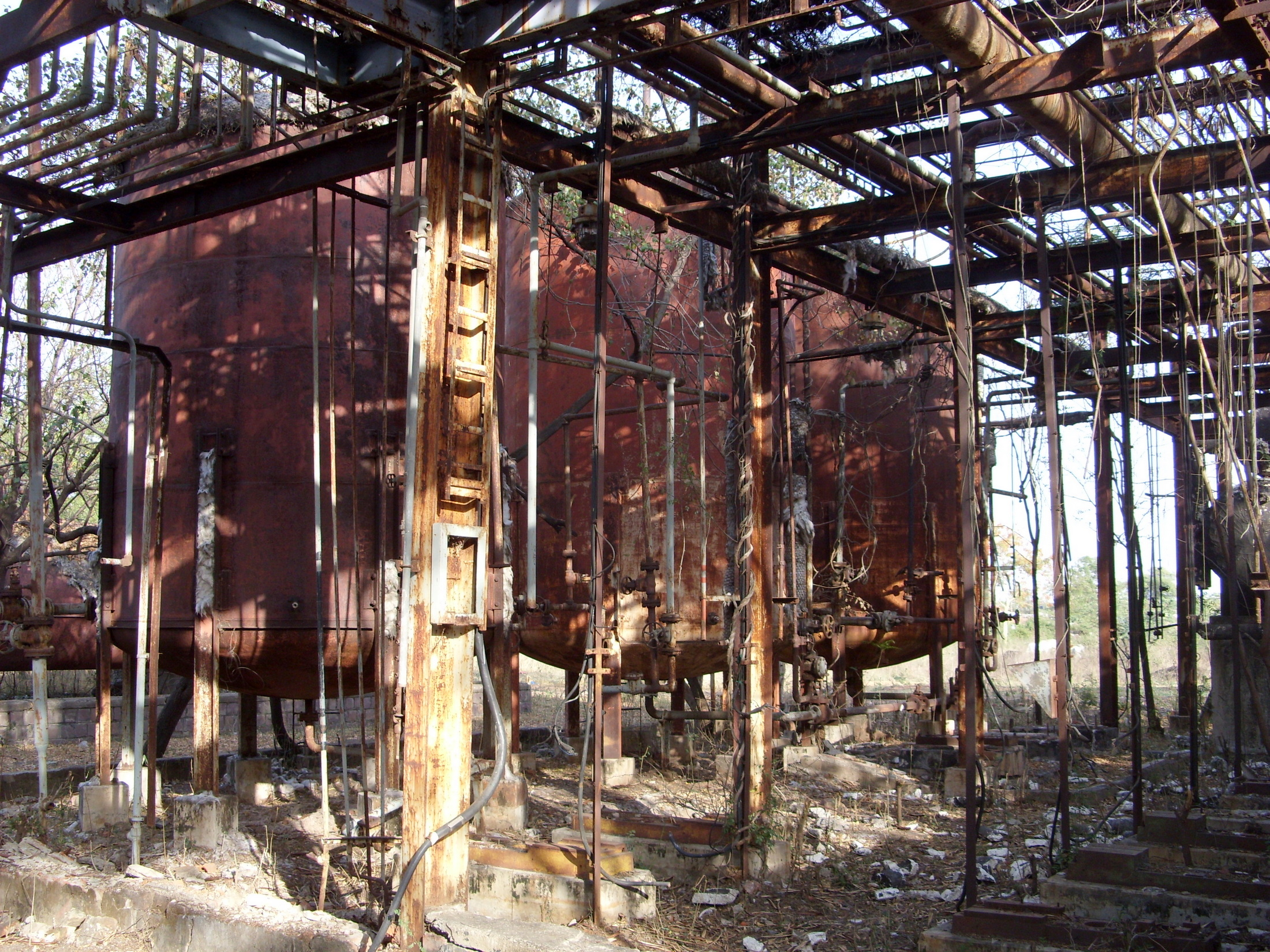
A fábrica em Bopal, Índia.

Logo após o vazamento, a fábrica foi fechada para estrangeiros (incluindo os da UCC) pelo governo indiano, que posteriormente não divulgou os dados, contribuindo para a confusão. A investigação inicial foi realizada inteiramente pelo Conselho de Pesquisas Científicas e Industriais (CSIR) e pelo Escritório Central de Investigação. O presidente e CEO da UCC, Warren Anderson, juntamente com uma equipe técnica, viajou imediatamente para a Índia. Na chegada, Anderson foi colocado em prisão domiciliar e instado pelo governo indiano a deixar o país em 24 horas. A Union Carbide organizou uma equipe de especialistas médicos internacionais, bem como suprimentos e equipamentos, para trabalhar com a comunidade médica local de Bopal, e a equipe técnica da UCC começou a avaliar a causa do vazamento de gás.
O sistema de saúde local imediatamente ficou sobrecarregado. Nas áreas severamente afetadas, quase 70% eram médicos pouco qualificados. A equipe médica não estava preparada para as milhares de baixas. Médicos e hospitais não estavam cientes dos métodos de tratamento adequados para inalação daquele gás.

Garota do desastre de gás de Bopal, o enterro de uma vítima icônica do vazamento de gás (4 de dezembro de 1984).

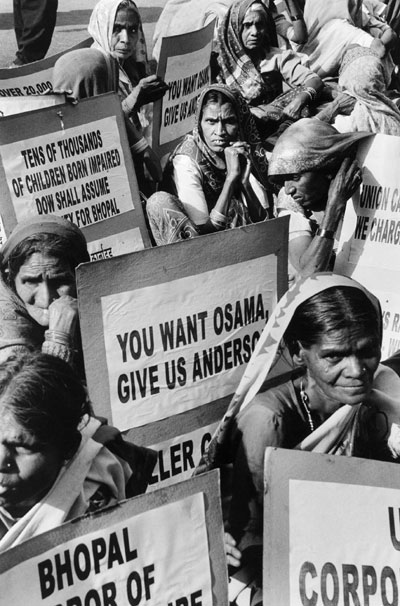
Protesto contra o desastre.

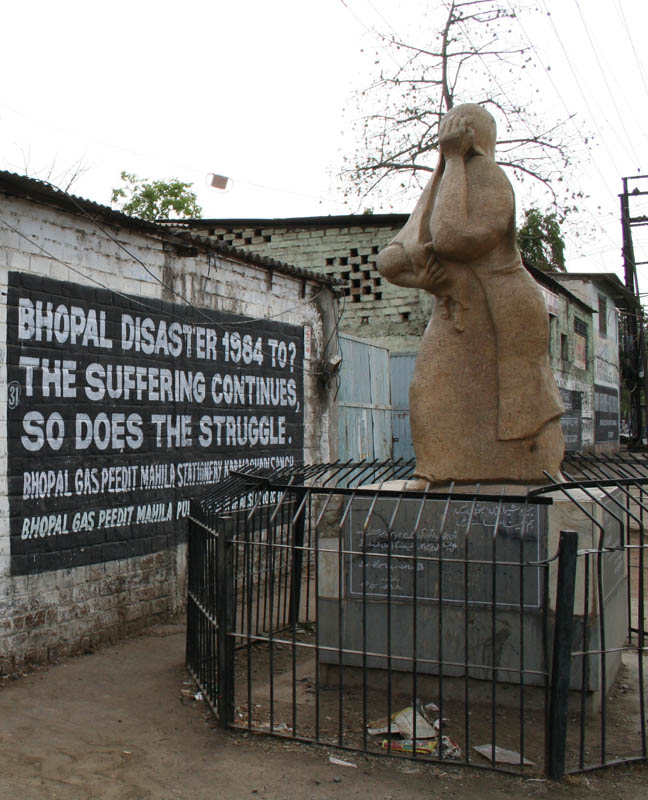
Memorial da artista neerlandesa, Ruth Kupferschmidt, para os mortos e inválidos pela liberação de gás tóxico em 1984.

Houve funerais e cremações em massa. O fotógrafo Pablo Bartholemew, em comissão com a agência de notícias Rapho, tirou uma foto em cores icônica de um enterro em 4 de dezembro, que ficou conhecida como Garota do desastre de gás de Bopal. Outro fotógrafo presente, Raghu Rai, tirou uma foto em preto e branco da mesma menina. Os fotógrafos não pediram a identidade do pai ou da criança quando ela foi enterrada e nenhum parente apareceu desde então, sendo que a identidade da menina permanece desconhecida. Ambas as fotos se tornaram simbólicas do sofrimento das vítimas do desastre de Bopal e Bartolomeu passou a ganhou o Prêmio de Foto do Ano do World Press Photo em 1984.
Em poucos dias, as árvores nas proximidades tornaram-se estéreis e carcaças de animais inchadas tiveram que ser descartadas. 170.000 pessoas foram tratadas em hospitais e dispensários temporários e 2.000 búfalos, cabras e outros animais foram coletados e enterrados. Suprimentos, incluindo alimentos, tornaram-se escassos devido aos receios de segurança dos fornecedores. A pesca foi proibida causando mais escassez de suprimentos.
Na falta de uma alternativa segura, em 16 de dezembro, os tanques de gás 611 e 619 remanescentes foram esvaziados, a fábrica foi reativada e a fabricação de pesticidas prosseguiu. Apesar das precauções de segurança, como helicópteros transportando água continuamente a sobrevoar a fábrica, isto levou a uma segunda evacuação em massa de Bopal. O governo da Índia aprovou a "Lei de Desastres de Vazamento de Gás de Bopal", que deu ao governo o direito de representar todas as vítimas, independentemente de estar ou não na Índia. Reclamações de falta de informação ou desinformação foram generalizadas. Um porta-voz do governo indiano disse: "A Carbide está mais interessada em obter informações de nós do que em ajudar nosso trabalho de assistência".
Declarações formais foram emitidas de que o ar, a água, a vegetação e os alimentos eram seguros, mas advertiam para não consumir peixe. O número de crianças expostas aos gases foi de pelo menos 200.000.

### Processo legal
Em junho de 2010, sete ex-funcionários, incluindo o ex-presidente da UCIL, foram condenados em Bopal por causar morte por negligência e foram sentenciados a dois anos de prisão e uma multa de 2.000 dólares cada, a punição máxima permitida pela lei indiana. Um oitavo ex-funcionário também foi condenado, mas morreu antes que o julgamento terminasse. Warren Anderson, CEO da UCC na época do desastre, morreu em 29 de setembro de 2014. Muitas das vítimas ainda pleiteiam indenização pelos enormes danos sofridos em decorrência do acidente.

## Impacto cultural

### Livro
A tragédia de Bopal foi contada em livro. Lançado em 2007, Animal's People, segundo romance do indiano Indra Sinha, foi finalista do Man Booker Prize de 2007 e vencedor do Commonwealth Writer’s Prize em 2008, dois dos mais importantes prêmios literários de língua inglesa. O livro foi lançado no Brasil em 2009, pela editora Agir, com o nome de A História de Animal.